# Grenadă
Grenada este un proiectil ușor, amorsat voluntar (spre deosebire de mină), care se aruncă cu mâna sau cu un dispozitiv special. Este formată dintr-un corp metalic și o încărcătură explozivă. La declanșarea explozibilului, corpul metalic se sparge de a lungul liniilor tăiate pe el în bucăți mici care devin proiectile gloanțe șrapnel. Originea cuvântului grenadă se găsește în limba spaniolă, termenul fiind derivat din granada (rodie) datorită asemănării dintre șrapnel și semințele acestui fruct.

## Grenade de mână

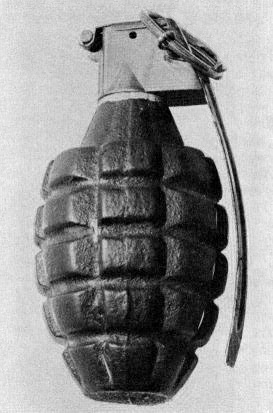
Grenadă de mână

Sunt de două tipuri, grenada defensivă și grenada ofensivă. Prima are efectul distrugător mai mare, având o fragmentare mai puternică. Se utilizează în situații în care combatantul beneficiază de o acoperire totală, pentru a nu risca să fie rănit de propria grenadă, de obicei aceasta însemnând o poziție defensivă. A doua este mai puțin periculoasă, putând fi folosită pe raze mai mici și fără a avea o acoperire bună.
Grenadele de mână sunt folosite și civil pentru a declanșa avalanșe.

## Grenade lansate

### Lansatoare de grenade

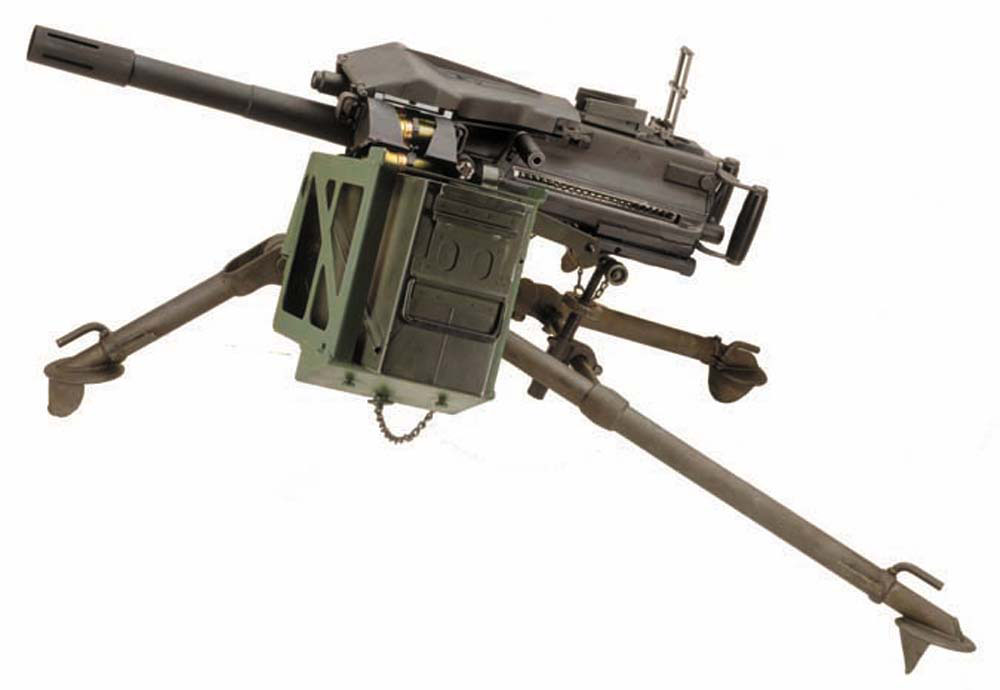
Lansator de grenade Mk19

Un lansator poate lansa grenadele la distanțe mai mari decât ar putea fi aruncate cu mâna de către un om. Poziția de tragere a unor lansatoare este de la umăr (M79), existând de asemenea și lansatoare care se atașează la mitraliere (M203, care se atașează la M16 sau la M4) sau lansatoare automate cu rată mare de foc (M19).

### Grenade propulsate de rachete

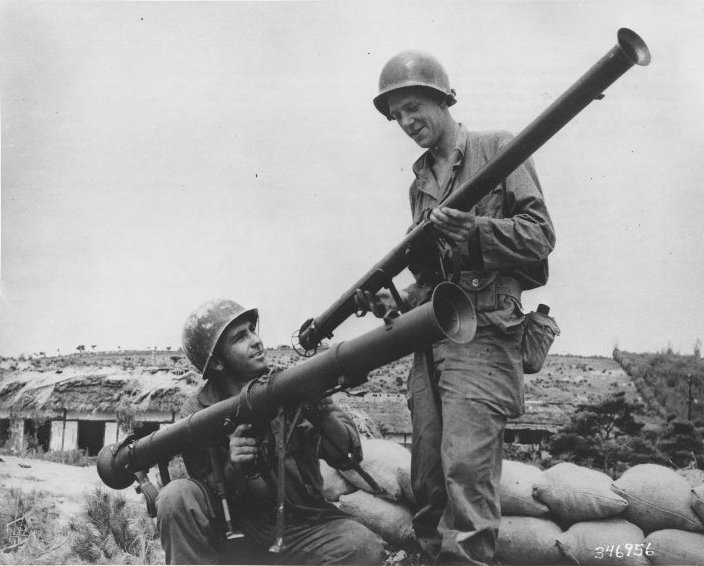
Bazooka

În perioada celui de-al doilea război mondial și-au făcut apariția grenade grele propulsate de rachete, precum bazooka americanilor, RPG-ul (Ruchnoy Protivotankoviy Granatomet) rusesc sau Panzerfaust-ul și Panzerschreck-ul nemțesc. Acestea au fost inițial arme exclusiv anti-tanc, dar mai târziu au început sa fie folosite și cu muniție incendiară sau barometrică, în vederea atacului asupra trupelor fortificate.

## Grenade speciale
- incendiare
- fumigene
- cu gaz lacrimogen
- "flashbang"
- "sting"

## Grenade submarine
Grenadele submarine sunt dispozitive explozive grele, folosite împotriva submarinelor.
Odată reperat submarinul, grenadele sunt lansate din nave maritime sau aeronave, fiind reglate pentru detonare la o adâncime determinată. Scopul este acela de a reuși detonarea cât mai aproape de submarinul țintă, pentru a-l distruge.